# Belloy-sur-Somme
Belloy-sur-Somme település Franciaországban, Somme megyében. Lakosainak száma 725 fő (2022. január 1.). Belloy-sur-Somme Bettencourt-Saint-Ouen, Yzeux, Bourdon, La Chaussée-Tirancourt, Crouy-Saint-Pierre, Flixecourt, Picquigny és Vignacourt községekkel határos.

## Népesség
A település népességének változása:
| Lakosok száma | 774  | 761  | 762  | 752  | 746  | 740  | 735  | 730  | 725  |
|               | 2013 | 2015 | 2016 | 2017 | 2018 | 2019 | 2020 | 2021 | 2022 |